# Беверштедт
Беверштедт (нем. Beverstedt, н.-нем. Beverst) — город и община в Германии, в земле Нижняя Саксония, район Куксхафен.
Население составляет 13 545 человек (на 31 декабря 2019 года). Занимает площадь 197,62 км².

## Административное устройство
Община Беверштедт состоит из следующих поселений:
- Аппельн
- Беверштедт
- Бокель
- Веллен
- Воллингст
- Кирхвиштедт
- Лунештедт
- Фрельсдорф
- Херштедт
- Холлен
- Штуббен